# Administration des chemins de fer de l'État
De Administration des chemins de fer de l'État, ook het Réseau de l'État, werd aan het einde van de 19e eeuw door de Franse overheid gecreëerd. De operatie werd afgerond in het begin van de 20e eeuw. Het netwerk van deze openbare spoorwegmaatschappij was de integratie van concessies van kleine bedrijven die in verval geraakt waren gecombineerd met het netwerk van de failliete Compagnie des chemins de fer de l'Ouest.
De Administration des chemins de fer de l'État werd opgericht middels het decreet van 25 mei 1878. Ze namen de uitbating over van de lijnen van 10 in gebreke blijvende concessiebedrijven gelegen tussen de Loire en de Garonne:
- Compagnie des chemins de fer des Charentes,
- Compagnie des chemins de fer de la Vendée,
- Compagnie du chemin de fer de Bressuire à Poitiers,
- Compagnie du chemin de fer de Saint-Nazaire au Croisic,
- Compagnie du chemin de fer d’Orléans à Châlons,
- Compagnie du chemin de fer de Clermont à Tulle,
- Compagnie du chemin de fer d'Orléans à Rouen,
- Compagnie du chemin de fer de Poitiers à Saumur,
- Compagnie des chemins de fer d'intérêt local de Maine-et-Loire et Nantes,
- Compagnie des chemins de fer nantais.

Al deze concessies maken het bedrijf eigenaar van een netwerk met ruim 2.600 kilometer spoor.
In de jaren 1880 werden lijnen uitgewisseld met de Compagnie du chemin de fer de Paris à Orléans om het réseau de l'État coherent te maken: de lijn Saint-Nazaire - Le Croisic werd afgestaan, in ruil voor de lijn Nantes - Les Sables-d'Olonne.
Initieel was het een zwaar deficitair netwerk. Zo goed als alle lijnen werden als onrendabel aangemerkt: het netwerk bood weinig opportuniteiten voor rendabiliteit, doorheen landbouwgebieden met lage bevolkingsdichtheid en lage inkomens, lage volumes in potentieel vrachtverkeer en passagiersvervoer, maar de uitbating vergt aanzienlijke materiële middelen.
Op 18 november 1908 kocht de staatsonderneming de resten van de falende Compagnie des chemins de fer de l'Ouest. De balans na de schaalvergroting voor de resulterende operationele eenheid blijft negatief. Twee-derde van het passagiersverkeer van het netwerk bevindt zich enkel in de voorsteden van Parijs, het netwerk vertegenwoordigt wel de helft van het verkeer in de voorsteden.
Investeringen in modernisering, aanpassing van het netwerk, elektrificatie, leiden niet tot rentabiliteit. De zwakke situatie van de Administration des chemins de fer de l'État is een van de redenen waarom de regering in de zomer van 1937 besloot alle grote Franse spoorwegmaatschappijen te nationaliseren en zo middels schaalvoordeel en een interessanter netwerk met meer rendabele lijnen te komen tot een leefbare overheidsorganisatie. Op 1 januari 1938 startte de genationaliseerde maatschappij als de Société nationale des chemins de fer français.